# Metalocalypse
Metalocalypse – amerykański serial animowany, emitowany od 4 sierpnia 2006 w stacji Adult Swim.
Serial autorstwa Brendona Smalla i Tommy’ego Blacha (pomysł, scenariusz oraz głosy), opowiadający o losach fikcyjnego metalowego zespołu Dethklok. Utrzymany jest w konwencji czarnej komedii i kpi z wzorców panujących w show biznesie, szczególnie w subkulturze metalowej. W poszczególnych odcinkach znajdują się odniesienia do rzeczywistych metalowych zespołów, takich jak np. Dimmu Borgir, Carpathian Forest, Behemoth, Gorgoroth czy Burzum.
W serialowej rzeczywistości Dethklok jest wielką gwiazdą muzyki, koncertuje na całym świecie oraz ma miliony fanów. Członkowie zespołu zarabiają nie tylko na muzyce, ale także kontraktach reklamowych (np. kawy) i są miliarderami, a losy Dethklok wpływają choćby na światową gospodarkę.
Muzyka pojawiająca się w Metalocalypse, najbardziej zbliżona do melodyjnego death metalu, jest autorstwa Smalla. Odpowiada on za partie rytmiczne i solowe gitar, gitarę basową oraz wokal. W jej nagraniu pomagał mu perkusista Gene Hoglan. W 2007 dłuższe wersje utworów wykorzystanych w serialu ukazały się na płycie The Dethalbum. Od 2012 rolę basisty na płytach pełni Bryan Beller, koncertowy basista zespołu.

## Postacie

### Dethklok
- Nathan Explosion (głos: Brendon Small) – wokalista i frontman zespołu, Amerykanin. Pochodzi z Karoliny Północnej. Ma długie czarne włosy i jest potężnie zbudowany. Mówi z charakterystyczną chrypką, jest także autorem tekstów zespołu. Jako nieformalny lider zespołu załatwia większość rzeczy osobiście. Nie umiał mówić do 5 roku życia i nie ukończył liceum. Jest dalekowidzem. George „Corpsegrinder” Fisher wydaje się być jego alter ego.

- Skwisgaar Skwigelf (głos: Brendon Small) – gitarzysta, Szwed. Mówi z mocnym skandynawskim akcentem, zawsze ma przy sobie gitarę elektryczną. Jest bardzo wysoki, ma blond włosy, niebieskie oczy i jest najszybszym gitarzystą na świecie. Jest znany ze swojego niezdrowego zainteresowania staruszkami. Gra na gitarze Gibson Explorer. Jego pierwowzorem prawdopodobnie jest Alexi Laiho.
- Toki Wartooth (głos: Tommy Blacha) – gitarzysta, Norweg. Ma długie brązowe włosy i bladobłękitne oczy. Ma atletyczną budowę ciała. Podobnie jak Skwisgaar niezbyt dobrze zna język angielski, ich sprzeczki są stałym elementem serii. Gra na gitarze rytmicznej i keyboardzie. Używa Gibson Flying V.
- Pickles (głos: Brendon Small) – perkusista, Amerykanin. Cały zespół jest znany z imprezowania, ale Pickles najbardziej. Cały czas przyjmuje środki odurzające (legalne i nielegalne) przez co uodpornił się na ich działanie.  W młodości grał w glam rockowym zespole Snakes 'n' Barrels. Łysieje, ale nosi rude dready – ma w sobie irlandzką krew. Jest najinteligentniejszym członkiem zespołu i jako jedyny miałby szanse przeżyć poza Mordhaus. Jego pierwowzorem był Devin Townsend.
- William Murderface (głos: Tommy Blacha) – basista i prawdopodobnie Amerykanin. Ma długie brązowe włosy zaczesane w trójkątną fryzurę i zielone oczy, nie dba o higienę. Sepleni i ma diastemie. Najbardziej charakterystyczna postać w serialu. Jego instrumentem jest Gibson Thunderbird Studio 5-string. Przypomina basistę Black Sabbath – Geezera Butlera

## Głosy (wybór)
- Tommy Blacha: Toki Wartooth / William Murderface
- Victor Brandt: General Crozier / Cardinal Ravenwood
- Mark Hamill: Senator Stampingston / Mr. Selatcia / Jean-Pierre
- James Hetfield: Fan
- Kirk Hammett: Fan
- Brendon Small: Skwisgaar Skwigelf /Pickles / Nathan Explosion